# Вълчият залив 2
„Вълчият залив 2“ (на английски: Wolf Creek 2) е австралийски филм на ужасите от 2013 г. Продължение е на Вълчият залив от 2005 г. Премиерата му е на 30 август 2013 г. на кинофестивала във Венеция, а в Австралия на 20 февруари 2014 г.

## Актьорски състав
- Джон Джарат – Мик Тейлър
- Раян Кор – Пол Хамърсмит
- Шанън Ашлин – Катарина Шмид
- Филипе Клаус – Рутгер Енквист